# Туберкулин
Туберкулин или Протеин пречистен дериват (ППД) представлява препарат за диагностика на туберкулозата. Това е разтвор, съдържащ основните антигени на причинителите на туберкулозата – Mycobacterium bovis или Mycobacterium avium. След приложение създава свръхчувствителност при животни с повишена чувствителност към микроорганизма от същия вид. pH на готовия разтвор е 6,5 до 7,5.
Туберкулинът се използва за провеждане на официален туберкулинов кожен тест. Той се инжектира кожно по 0,1 ml, максимум 0,2 ml, със специална спринцовка тип „Маклинток“, в областта на врата при едрите животни, на ушите – при свинете и в менгушите – на птиците. Инжектираната доза трябва да е не по-малко от 2000 IU говежди и птичи туберкулин.

## Видове
Съществуват следните видове туберкулин:
- Говежди туберкулин – получен е от убити културални филтрати на Mycobacterium bovis. ЕИО-стандартът на говеждия туберкулин е изработен от „Instituut voor Dierhouderij en Diergezondheid“ (ID-DLO), Лелистад, Холандия. Съгласно него, препаратът се изготвя от един от двата щама на Mycobacterium bovis – AN5 и Vallee.

- Птичи туберкулин – получен е от убити културални филтрати на Mycobacterium avium. ЕИО-стандартът на птичия туберкулин е изработен от Институт „Пастьор“, Париж, Франция. Съгласно него, препаратът се изготвя от един от двата щама на Mycobacterium avium – D4ER и TB56.